# Израел на Зимским олимпијским играма 1994.
Израелу је ово било прво учешће на Зимским олимпијским играма. На Олимпијским играма 1994. у Лилехамеру у Норвешкој учествовао је са једним учесником, који се такмичио у уметничком клизању.
На свечаној церемонији отварања заставу Израела носио је једини такмичар уметнички клизач Михал Шмеркин.
Израел је остао у групи земаља које нису освајале медаље на Зимским олимпијским играма.

## Учесници по спортовима
| Спорт             | Мушкарци | Жене | Укупно |
| ----------------- | -------- | ---- | ------ |
| Уметничко клизање | 1        | 0    | 1      |
| Укупно(1)         | 1        | 0    | 1      |

## Резултати

### Мушкарци
| Клизач        | Дисциплина  | Кратки програм | Кратки програм | Слободни састав | Слободни састав | Укупно | Укупно       | Детаљи |
| Клизач        | Дисциплина  | Оцене          | Пласман        | Оцене           | Пласман         | Оцене  | Пласман      | Детаљи |
| ------------- | ----------- | -------------- | -------------- | --------------- | --------------- | ------ | ------------ | ------ |
| Михал Шмеркин | појединачно | 7,5            | 15             | 17,0            | 17              | 24,5   | 16 / 24 (25) |        |